# Trent Paulson

Zawodnik Iowa State Cyclones

Trent Paulson (ur. 11 maja 1983) – amerykański zapaśnik w stylu wolnym. Zajął 24 miejsce w mistrzostwach świata w 2009. Dwukrotny medalista mistrzostw panamerykańskich, złoto w 2012 roku. Dwunasty w Pucharze Świata w 2010 roku.
Zawodnik Lewis Central High School z Council Bluffs i Iowa State University. Trzy razy All-American (2005–2007) w NCAA Division I, pierwszy w 2007; czwarty w 2005 i 2006 roku.